# Discurso de Joe Biden en Varsovia de 2022

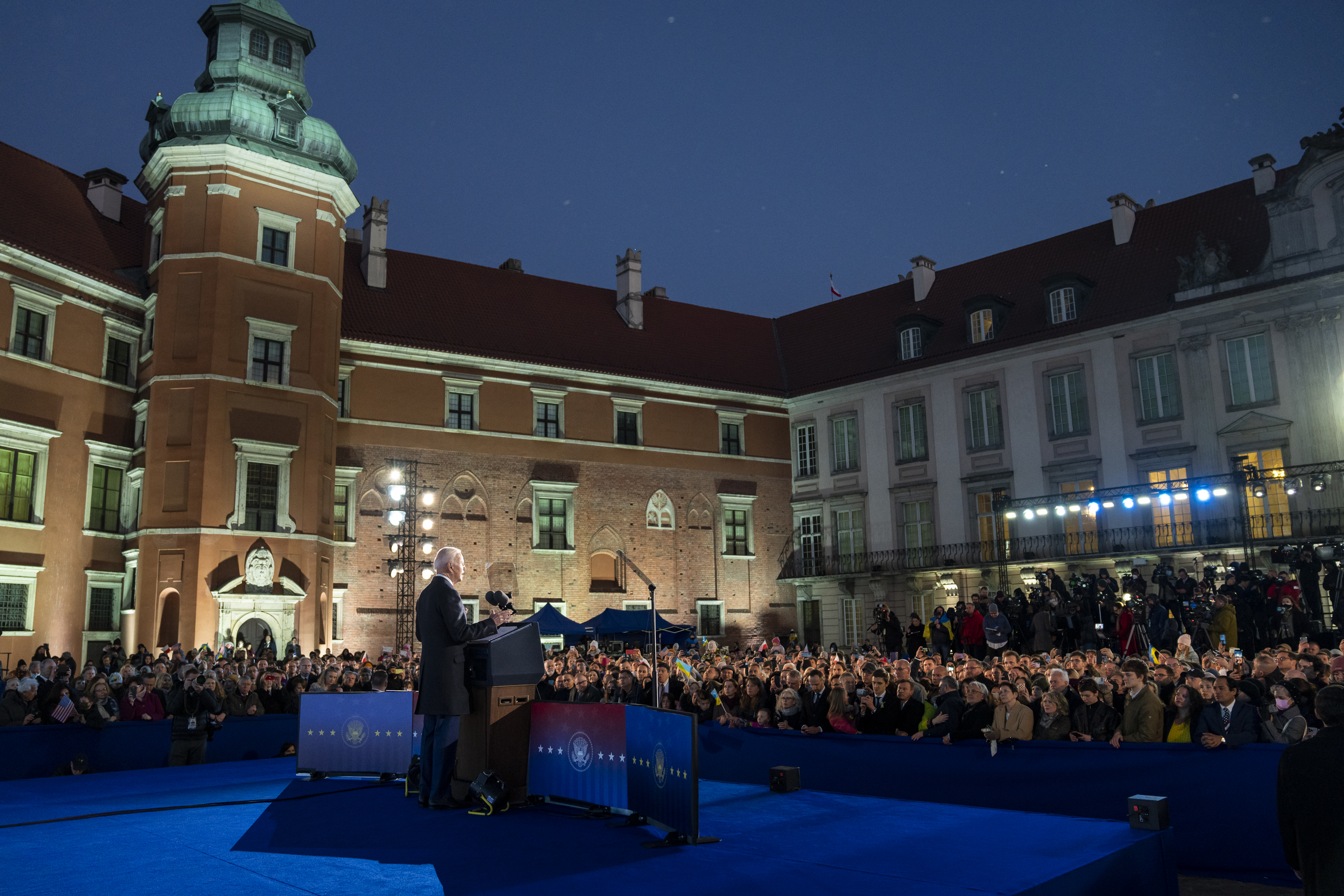
Joe Biden pronuncia el discurso en el patio del Castillo real.

El discurso de Joe Biden en Varsovia de 2022 fue un discurso pronunciado el 26 de marzo de 2022, aproximadamente un mes después de que Rusia lanzara una invasión a gran escala de Ucrania, por el presidente estadounidense Joe Biden en el Castillo Real de Varsovia, Polonia.
Durante su discurso, enmarcó la lucha militar en Ucrania como una lucha entre la autocracia y la democracia, y confirmó que, según el Artículo 5 de la OTAN, las tropas de la OTAN tienen «una obligación sagrada ... de defender cada centímetro del territorio de la OTAN con toda la fuerza de nuestro poder colectivo». También elogió la «valiente y dura resistencia ucraniana» y «la generosidad de ... el pueblo polaco», dejando claro que «el pueblo ruso ... no son nuestro enemigo».
Cerca del final de su discurso, Biden se refirió al presidente ruso Vladímir Putin cuando dijo: «Por el amor de Dios, este hombre no puede permanecer en el poder». Varios líderes mundiales expresaron su desaprobación por esta declaración. La administración Biden declaró más tarde que estas palabras no habían sido parte del discurso preparado y que la administración no estaba proponiendo un cambio de régimen. Este comentario eclipsó el resto del discurso de Biden.
Unos 11 meses después, Biden regresó a Varsovia para pronunciar otro discurso, en el que reiteró que el conflicto actual era una lucha entre democracia y autocracia, y reafirmó el compromiso de la OTAN con el artículo 5.

## Antecedentes

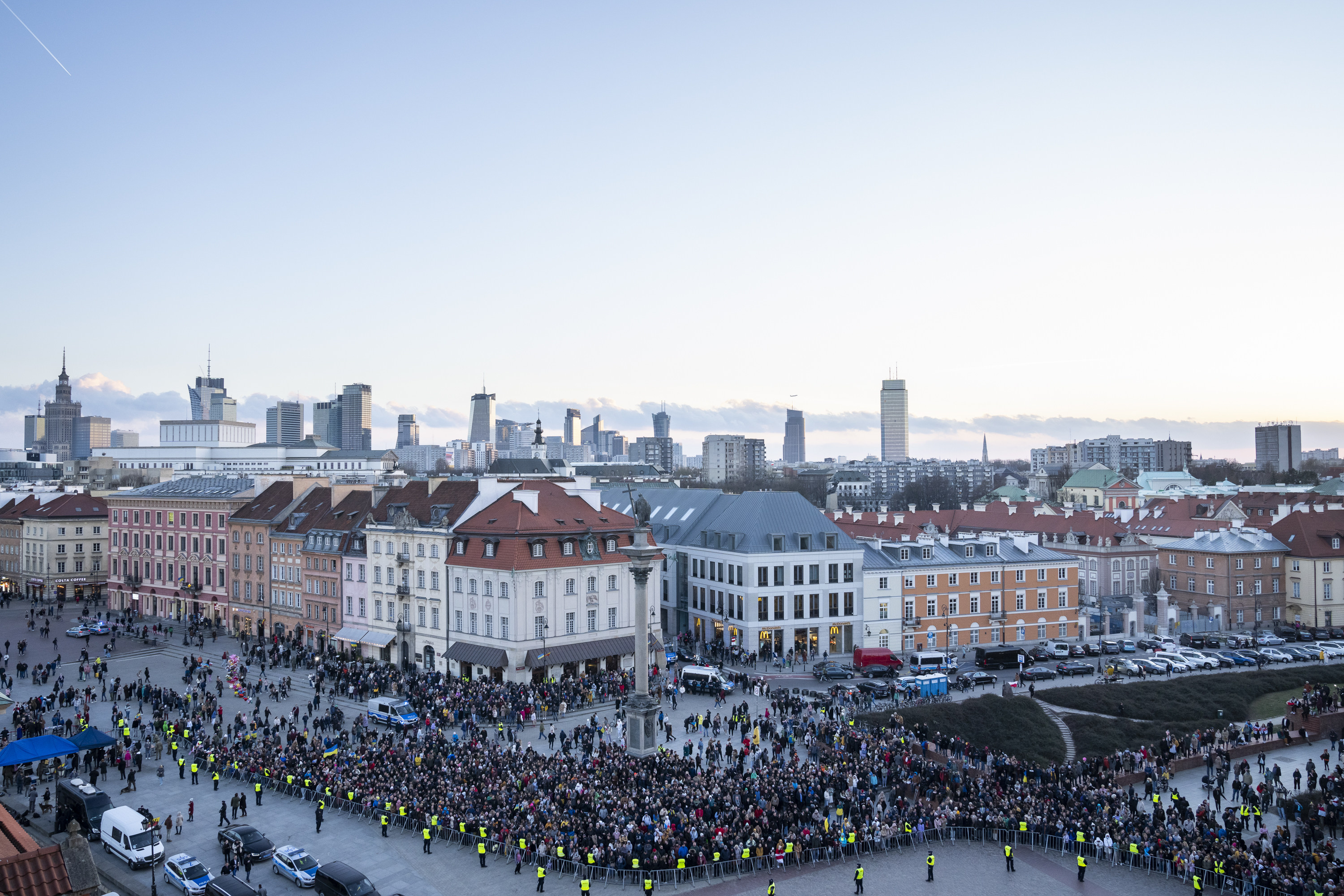
Multitudes reunidas en la plaza fuera del castillo antes del discurso.

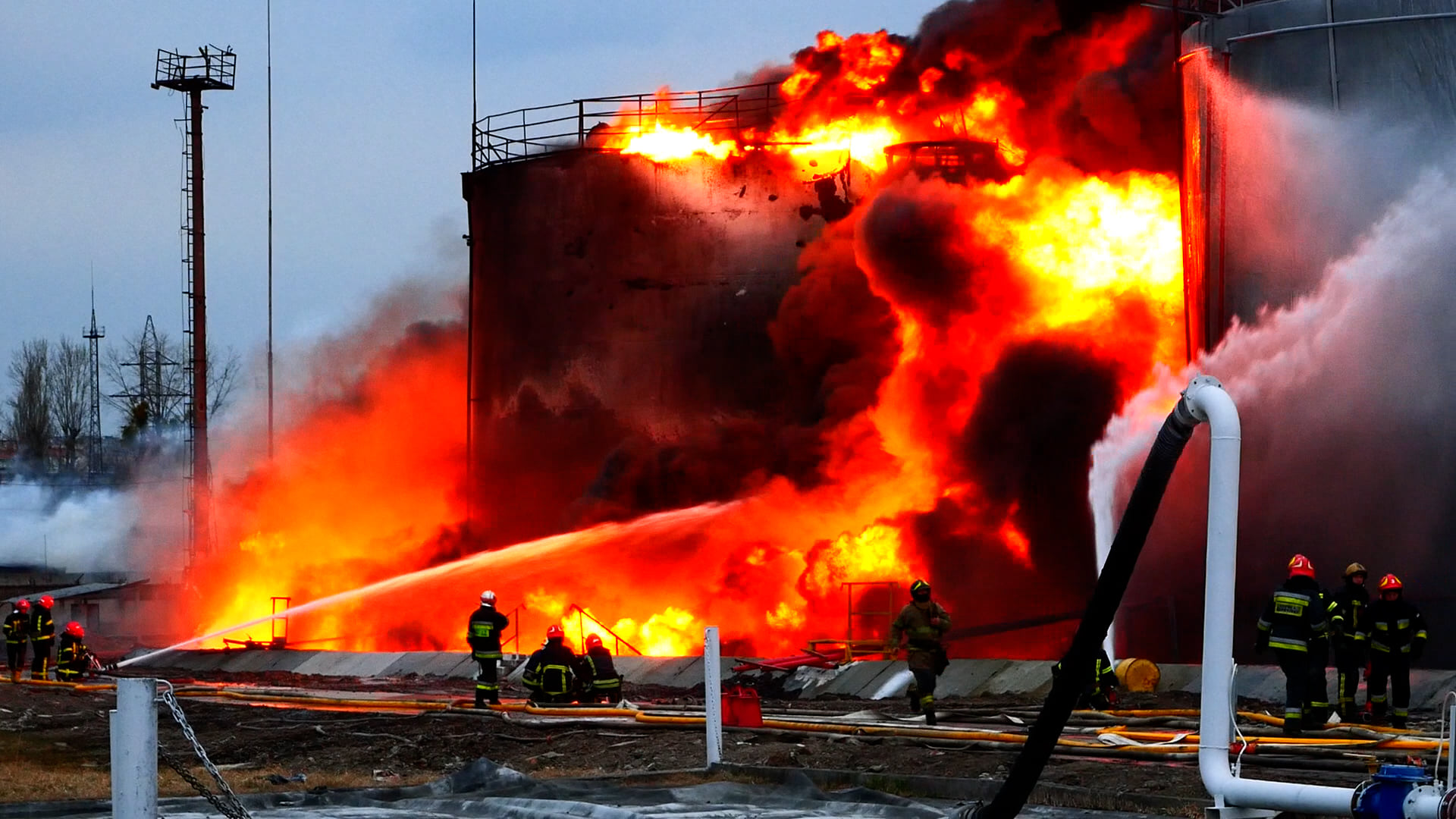
Un incendio en un depósito de combustible en Leópolis, causado por un ataque con misiles ese mismo día.

Rusia lanzó una invasión a gran escala de Ucrania el 24 de febrero de 2022. En respuesta, la OTAN programó una cumbre extraordinaria en Bruselas, Bélgica, que tendrá lugar el primer día de una reunión del Consejo Europeo previamente programada en Bruselas, el 24 de marzo de 2022. El canciller alemán Olaf Scholz, que ejerció la presidencia rotatoria del G7 ese año, invitó a los demás líderes del G7 a una cumbre que se celebraría el mismo día en Bruselas.
En marzo, el presidente estadounidense Joe Biden voló a Europa y asistió personalmente a las tres reuniones. Luego, Biden continuó hacia Polonia, donde habló con las tropas estadounidenses, conversó con el presidente polaco Andrzej Duda y se reunió con trabajadores de ayuda humanitaria y refugiados ucranianos. Después de ver a los refugiados reunidos en el Stadion Narodowy ('estadio nacional') de Varsovia, cuando se le preguntó qué pensaba del presidente ruso Vladímir Putin, Biden dijo: «Es un carnicero». Al final de su viaje, Biden pronunció un discurso en el Castillo Real de Varsovia, en la noche del 26 de marzo de 2022, después de que cohetes impactaran un depósito de combustible en la ciudad de Leópolis, en el oeste de Ucrania, ese mismo día.
Biden había hablado anteriormente en Varsovia, en la Universidad de Varsovia en 1997, cuando era senador de Estados Unidos. Su discurso anterior había discutido cuestiones relacionadas con la solicitud de Polonia de unirse a la OTAN.

## Discurso
Biden pronunció su discurso desde el patio interior del Castillo Real. El discurso comenzó a 18:16 CET (17:16 UTC) y duró 27 minutos. Biden abrió su discurso con una referencia al papa Juan Pablo II y su mensaje de «no tener miedo». El discurso también rindió homenaje a Lech Wałęsa, líder del movimiento antisoviético Solidaridad durante los años 1980.
Luego, Biden comparó la invasión rusa de Ucrania con los acontecimientos del siglo anterior, cuando Polonia era un estado satélite oprimido bajo la hegemonía de la Unión Soviética, describiéndolos todos como parte de una lucha entre la autocracia y la democracia, y advirtió que había todavía queda «una larga lucha por delante». Afirmó que «la batalla por la democracia ... no concluyó con el fin de la Guerra Fría», y que Rusia estaba «estrangulando la democracia», tanto en el país como en el extranjero. Luego reafirmó el compromiso que los miembros de la OTAN habían asumido en virtud del Artículo 5, llamándolo «una obligación sagrada ... de defender cada centímetro del territorio de la OTAN con toda la fuerza de nuestro poder colectivo».
Biden también afirmó que los invasores rusos se habían topado con una «valiente y dura resistencia ucraniana», contrariamente a las expectativas de Putin. Biden también mencionó que estaba «impresionado por la generosidad de ... el pueblo polaco» en sus esfuerzos por ayudar a los refugiados ucranianos. Biden también se acercó al pueblo ruso y afirmó que «el pueblo ruso ... no son nuestro enemigo», y diciéndoles que «esta guerra no es digna de ustedes».
Biden luego enumeró tres puntos que, según dijo, la invasión había dejado claro: (1) Europa debe poner fin a su dependencia de los combustibles fósiles rusos (2) la corrupción en el Kremlin debe ser erradicada, y (3) Las democracias del mundo deben unirse en una lucha contra la autocracia. Biden calificó el último punto, la lucha contra la autocracia, como «la tarea de nuestro tiempo  ... [l]a tarea de esta generación».
Cerca del final de su discurso, inmediatamente antes de despedirse, Biden se refirió a Putin cuando afirmó: «Por el amor de Dios, este hombre no puede permanecer en el poder». Esta declaración parecía entrar en conflicto con la política estadounidense previamente establecida, que no había abogado por un cambio de régimen. Un funcionario de la administración Biden declaró que este comentario no formaba parte del discurso preparado. Minutos después de que terminó el discurso, la administración ya había comenzado a retractarse de las palabras del presidente. Uno de los funcionarios de Biden afirmó que Biden había querido decir que «no se puede permitir que Putin ejerza poder sobre sus vecinos o la región», y que Biden no se refería al ejercicio del poder de Putin en Rusia.

## Reacciones
En referencia a las declaraciones finales de Biden, el secretario de prensa del Kremlin, Dmitri Peskov, afirmó: «Esto no lo debe decidir el Sr. Biden. Sólo debería ser una elección del pueblo de la Federación Rusa». Peskov denunció el uso de «insultos personales como este» y afirmó que «[un] líder estatal debe controlar su temperamento». El multimillonario ruso Oleg Deripaska afirmó que el discurso de Biden insinuaba el inicio de alguna forma de «movilización ideológica infernal» que podría prolongar la invasión.
El presidente francés, Emmanuel Macron, afirmó que no habría elegido utilizar las palabras de Biden en una situación ya precaria, y añadió que su propio objetivo era «lograr primero un alto el fuego y luego la retirada total de las tropas [rusas] por medios diplomáticos». El Ministro de Educación del Reino Unido, Nadhim Zahawi, lo calificó como «un discurso muy poderoso» y añadió que pensaba que «tanto Estados Unidos como el Reino Unido están de acuerdo en que corresponde al pueblo ruso decidir quién debería gobernarlos». İbrahim Kalın, asesor del presidente turco, afirmó: «Tenemos que crear un entorno en el que todos los países ... se sienten lo suficientemente seguros en el orden internacional como para no recurrir a ningún tipo de acción disruptiva».
El comentario que Biden improvisó al final de su discurso distrajo del resto de su mensaje. Aaron David Miller, miembro principal del Fondo Carnegie para la Paz Internacional, observó que la «sólo frase» de Biden ... ahogó la intención del discurso [ya que] eso es exactamente en lo que la gente se está enfocando», y describió el comentario como «un error del corazón». Richard Haass, presidente del Consejo de Relaciones Exteriores, afirmó que las palabras de Biden reducirían las posibilidades de encontrar un compromiso con Putin, y que aunque la administración se retractó de la declaración en cuestión de minutos, «[e]l problema es, desde el punto de vista de Putin, el presidente reveló sus verdaderas intenciones y las nuestras».

## Secuelas
Casi un año después, y días antes del aniversario del inicio de la invasión a gran escala de Rusia, Biden regresó al Castillo Real de Varsovia para pronunciar otro discurso, en el que reiteró su idea de que el mundo estaba siendo testigo de una batalla entre la autocracia y la democracia, y que la Los miembros de la OTAN defenderían «cada centímetro del territorio de la OTAN». El discurso se pronunció un día después de que Biden realizara una visita a Kiev, la primera a Ucrania durante la invasión, y se pronunció horas después de que Putin hubiera pronunciado su propio discurso presidencial ante la Asamblea Federal en Gostiny Dvor en Moscú en el que anunció que Rusia suspendía su participación en el tratado de desarme nuclear START III.